# Жилин, Александр Алексеевич
Алекса́ндр Алексе́евич Жи́лин (1880 — не ранее 1949) — русский правовед, ординарный профессор Императорского Санкт-Петербургского университета, статский советник.

## Биография
Из потомственных дворян Курской губернии. Старший брат Николай — член IV Государственной думы от Киевской губернии.
По окончании Киевской 1-й гимназии в 1898 году, поступил на юридический факультет Университета св. Владимира, который окончил в 1902 году с дипломом 1-й степени и золотой медалью за сочинение «Теории местного самоуправления», причём был оставлен стипендиатом для приготовления к профессорскому званию по кафедре государственного права.
В 1905 году выдержал магистерский экзамен и был допущен к чтению лекций по иностранному государственному праву, в качестве приват-доцента Университета св. Владимира. Дважды, в 1907 и 1909 годах, командировался факультетом на летнее каникулярное время за границу, где слушал лекции и занимался в библиотеках Берлина, Гейдельберга, Парижа и Бордо. В мае 1909 года защитил диссертацию на степень магистра государственного права под заглавием «Ответственность министров». 15 февраля 1910 года назначен и. д. экстраординарного профессора по кафедре энциклопедии и истории философии права, с производством в коллежские советники.
В 1913 году защитил в университете св. Владимира докторскую диссертацию «Теория союзного государства» и произведен был в статские советники. 28 мая 1913 года назначен экстраординарным профессором Санкт-Петербургского университета по кафедре государственного права, а в следующем году утвержден ординарным профессором по занимаемой кафедре. В университете примыкал к правой группе профессоров. Кроме того, состоял юрисконсультом при министре внутренних дел. Из наград имел ордена св. Анны 3-й (1913) и 2-й (1916) степени.
После Февральской революции был уволен от должности профессора согласно прошению и допущен к чтению лекций в качестве приват-доцента. В 1918 году вернулся в Киев, где вновь стал преподавать в Киевском университете. В 1919 году принимал участие в работе гражданского управления Киевской области ВСЮР.
В конце 1920-х годов переехал в Одессу, с осени 1928 года преподавал международное право в Одесском институте народного хозяйства. После румынской оккупации Одессы в 1941 году, принял участие в работе реформированного Одесского университета и организованного при нём Антикоммунистического института. Заведовал кафедрой энциклопедии права, затем кафедрой публичного права. Представлял юридический факультет в Сенате университета.
По воспоминаниям эмигрантского деятеля Павла Николаевича Буткова, учившегося на юридическом факультете Одесского университета, в 1944 году профессор Жилин был эвакуирован в Болгарию, а к 1949 году обосновался с семьей в Буэнос-Айресе. Дальнейшая судьба неизвестна.

## Сочинения
- Исторические начала английского государственного права, как фундамент нового конституционного государства. ― Киев. 1906.
- Ответственность министров: Очерки из теории, истории и практики этого института в конституционных странах. ― Киев, 1908.
- Очерк организации управления Британской Индийской империи. ― Киев, 1908.
- Право и государство в их взаимных отношениях. ― Киев. 1909
- Новое направление во французской юриспруденции. Разбор теории права французского ученого Дюгьи. ― Киев, 1910.
- Из лекций по энциклопедии права. ― Киев, 1910.
- Теория союзного государства. Киев, 1912.
- Учебник государственного права: Пособие к лекциям. Ч. 1. ― Петроград, 1916.